# Mistrzostwa Świata w Strzelectwie 2018
Mistrzostwa Świata w Strzelectwie 2018 – 52. edycja mistrzostw świata w strzelectwie rozegranych w dniach 2–14 września 2018 roku w Changwon.

## Klasyfikacja medalowa

### Seniorzy
| Pozycja | Reprezentacja     | Złoto | Srebro | Brąz | Razem |
| ------- | ----------------- | ----- | ------ | ---- | ----- |
| 1.      | Chiny             | 9     | 9      | 3    | 21    |
| 2.      | Rosja             | 8     | 8      | 10   | 26    |
| 3.      | Korea Południowa  | 7     | 5      | 8    | 20    |
| 4.      | Niemcy            | 6     | 6      | 3    | 15    |
| 5.      | Szwecja           | 4     | 2      | 3    | 9     |
| 6.      | Stany Zjednoczone | 3     | 3      | 3    | 9     |
| 7.      | Francja           | 3     | 1      | 2    | 6     |
| 8.      | Finlandia         | 3     | 0      | 1    | 4     |
| 9.      | Indie             | 2     | 4      | 1    | 7     |
| 10.     | Włochy            | 2     | 2      | 3    | 7     |
| 11.     | Ukraina           | 2     | 1      | 4    | 7     |
| 12.     | Słowacja          | 2     | 1      | 2    | 5     |
| 13.     | Norwegia          | 1     | 2      | 2    | 5     |
| 14.     | Polska            | 1     | 3      | 0    | 4     |
| 15.     | Dania             | 1     | 2      | 0    | 3     |
| 16.     | Austria           | 1     | 1      | 1    | 3     |
| 17.     | Hiszpania         | 1     | 1      | 0    | 2     |
| 18.     | Wielka Brytania   | 1     | 0      | 2    | 3     |
| 19.     | Kuwejt            | 1     | 0      | 1    | 2     |
| 20.     | Brazylia          | 1     | 0      | 0    | 1     |
| 20.     | Grecja            | 1     | 0      | 0    | 1     |
| 20.     | Słowenia          | 1     | 0      | 0    | 1     |
| 23.     | Serbia            | 0     | 3      | 0    | 3     |
| 24.     | Szwajcaria        | 0     | 2      | 5    | 7     |
| 25.     | Chorwacja         | 0     | 2      | 3    | 5     |
| 26.     | Korea Północna    | 0     | 2      | 2    | 4     |
| 27.     | Węgry             | 0     | 1      | 0    | 1     |
| 28.     | Białoruś          | 0     | 0      | 1    | 1     |
| 28.     | Cypr              | 0     | 0      | 1    | 1     |
| Razem   | Razem             | 61    | 61     | 61   | 183   |

### Juniorzy
| Pozycja | Reprezentacja     | Złoto | Srebro | Brąz | Razem |
| ------- | ----------------- | ----- | ------ | ---- | ----- |
| 1.      | Chiny             | 11    | 6      | 5    | 22    |
| 2.      | Indie             | 9     | 5      | 6    | 20    |
| 3.      | Włochy            | 5     | 1      | 3    | 9     |
| 4.      | Korea Południowa  | 4     | 9      | 3    | 16    |
| 5.      | Norwegia          | 2     | 0      | 1    | 3     |
| 6.      | Australia         | 2     | 0      | 0    | 2     |
| 7.      | Ukraina           | 1     | 3      | 1    | 5     |
| 8.      | Iran              | 1     | 3      | 0    | 4     |
| 9.      | Austria           | 1     | 2      | 0    | 3     |
| 10.     | Rosja             | 1     | 1      | 9    | 11    |
| 11.     | Francja           | 1     | 1      | 0    | 2     |
| 11.     | Niemcy            | 1     | 1      | 0    | 2     |
| 13.     | Czechy            | 1     | 0      | 2    | 3     |
| 14.     | Turcja            | 1     | 0      | 0    | 1     |
| 15.     | Stany Zjednoczone | 0     | 6      | 4    | 10    |
| 16.     | Węgry             | 0     | 2      | 2    | 4     |
| 17.     | Mongolia          | 0     | 1      | 0    | 1     |
| 18.     | Polska            | 0     | 0      | 2    | 2     |
| 19.     | Gruzja            | 0     | 0      | 1    | 1     |
| 19.     | Kazachstan        | 0     | 0      | 1    | 1     |
| 19.     | Szwecja           | 0     | 0      | 1    | 1     |
| Razem   | Razem             | 41    | 41     | 41   | 123   |

## Medaliści

### Seniorzy

#### Mężczyźni
| Konkurencja                                          | Złoto                                                                    | Srebro                                                                | Brąz                                                              |        |
| Karabin pneumatyczny, 10 m                           | Siergiej Kamienski                                                       | Petar Gorša                                                           | Miran Maričić                                                     | [ 1 ]  |
| Karabin pneumatyczny, 10 m, drużynowo                | Chiny Yang Haoran · Hui Zicheng · Yu Haonan                              | Rosja Siergiej Kamienski · Władimir Maslennikow · Aleksander Driagin  | Korea Południowa Nam Tae-yun · Kim Hyeon-jun · Song Soo-joo       |        |
| Karabin małokalibrowy, trzy postawy, 50 m            | Tomasz Bartnik                                                           | Petar Gorša                                                           | Michael McPhail                                                   | [ 2 ]  |
| Karabin małokalibrowy, trzy postawy, 50 m, drużynowo | Rosja Nazar Ługiniec · Władimir Maslennikow · Siergiej Kamienski         | Chiny Yang Haoran · Hui Zicheng · Yao Yuncong                         | Białoruś Juri Szczerbacewicz · Illia Czarhejka · Wital Bubnowicz  |        |
| Karabin małokalibrowy leżąc, 50 m                    | Steffen Olsen                                                            | Stian Bogar                                                           | Thomas Mathis                                                     | [ 3 ]  |
| Karabin małokalibrowy leżąc, 50 m, drużynowo         | Niemcy Daniel Brodmeier · Christoph Kaulich · Maximilian Dallinger       | Stany Zjednoczone Michael McPhail · Matthew Emmons · Lucas Kozeniesky | Chiny Zhao Zhonghao · Sun Jian · Liu Gang                         |        |
| Karabin dowolny, trzy postawy, 300 m                 | Aleksi Leppä                                                             | István Péni                                                           | Gilles Dufaux                                                     | [ 4 ]  |
| Karabin dowolny, trzy postawy, 300 m, drużynowo      | Austria Gernot Rumpler · Bernhard Pickl · Stefan Rumpler                 | Szwajcaria Gilles Dufaux · Jan Lochbihler · Andrea Rossi              | Francja Alexis Raynaud · Michael d'Halluin · Valérian Sauveplane  |        |
| Karabin dowolny leżąc, 300 m                         | Rajmond Debevec                                                          | Daniel Romańczyk                                                      | Josip Kuna                                                        | [ 5 ]  |
| Karabin dowolny leżąc, 300 m, drużynowo              | Francja Remi Moreno Flores · Valérian Sauveplane · Michael d'Halluin     | Szwajcaria Gilles Dufaux · Jan Lochbihler · Marcel Ackermann          | Norwegia Ole-Kristian Bryhn · Stian Bogar · Odd Arne Brekne       |        |
| Karabin standardowy, 300 m                           | Aleksi Leppä                                                             | Karl Olsson                                                           | Odd Arne Brekne                                                   | [ 6 ]  |
| Karabin standardowy, 300 m, drużynowo                | Norwegia Odd Arne Brekne · Kim Andre Lund · Ole-Kristian Bryhn           | Korea Południowa Choi Young-jeon · Lee Won-gyu · Cheon Min-ho         | Szwajcaria Jan Lochbihler · Gilles Dufaux · Andrea Rossi          |        |
| Pistolet pneumatyczny, 10 m                          | Jin Jong-oh                                                              | Artiom Czeernousow                                                    | Lee Dae-myung                                                     | [ 7 ]  |
| Pistolet pneumatyczny, 10 m, drużynowo               | Korea Południowa Lee Dae-myung · Jin Jong-oh · Han Seung-woo             | Indie Abhishek Verma · Om Prakash Mitharwal · Shahzar Rizvi           | Rosja Artiom Czernousow · Dienis Kułakow · Anton Gurianow         |        |
| Pistolet szybkostrzelny, 25 m                        | Lin Junmin                                                               | Zhang Jian                                                            | Jean Quiquampoix                                                  | [ 8 ]  |
| Pistolet szybkostrzelny, 25 m, drużynowo             | Chiny Lin Junmin · Zhang Jian · Yao Zhaonan                              | Niemcy Oliver Geis · Christian Reitz · Christian Freckmann            | Korea Południowa Kim Jun-hong · Song Jong-ho · Park Jun-woo       |        |
| Pistolet centralnego zapłonu, 25 m                   | Júlio Almeida                                                            | Christian Reitz                                                       | Pawło Korostylow                                                  | [ 9 ]  |
| Pistolet centralnego zapłonu, 25 m, drużynowo        | Korea Południowa Kim Young-min · Kim Jin-il · Jang Dae-kyu               | Francja Clément Bessaguet · Alban Pierson · Boris Artaud              | Chiny Yang Zhaonan · Jin Yongde · Zhao Xiankun                    |        |
| Pistolet standardowy, 25 m                           | Pawło Korostylow                                                         | Gurpreet Singh                                                        | Kim Jun-hong                                                      | [ 10 ] |
| Pistolet standardowy, 25 m, drużynowo                | Francja Clément Bessaguet · Boris Artaud · Alban Pierson                 | Korea Południowa Kim Jun-hong · Kim Young-min · Jang Dae-kyu          | Ukraina Pawło Korostylow · Wołodymyr Pasternak · Ołeksandr Petriw |        |
| Pistolet dowolny, 50 m                               | Om Prakash Mitharwal                                                     | Damir Mikec                                                           | Lee Dae-myung                                                     | [ 11 ] |
| Pistolet dowolny, 50 m, drużynowo                    | Korea Południowa Lee Dae-myung · Park Dae-hun · Han Seung-woo            | Serbia Damir Mikec · Dusko Petrov · Dimitrije Grgić                   | Chiny Wu Jiayu · Zhang Bingchen · Pu Qifeng                       |        |
| Trap                                                 | Alberto Fernández                                                        | Erik Varga                                                            | Abdulrahman Al-Faihan                                             | [ 12 ] |
| Trap, drużynowo                                      | Kuwejt Abdulrahman Al-Faihan · Talal Al-Raszidi · Khaled Al-Mudhaf       | Stany Zjednoczone Walton Eller · Grayson Davey · Casey Wallace        | Włochy Mauro De Filippis · Giovanni Pellielo · Valerio Grazini    |        |
| Trap podwójny                                        | Ankur Mittal                                                             | Yang Yiyang                                                           | Hubert Olejnik                                                    | [ 13 ] |
| Trap podwójny, drużynowo                             | Włochy Andrea Vescovi · Daniele Di Spigno · Marco Innocenti              | Chiny Yang Yiyang · Liu Anlong · Qi Ying                              | Indie Ankur Mittal · Mohammed Asab · Shardul Vihan                |        |
| Skeet                                                | Vincent Hancock                                                          | Erik Watndal                                                          | Riccardo Filippelli                                               | [ 14 ] |
| Skeet, drużynowo                                     | Francja Emmanuel Petit · Eric Delaunay · Anthony Terras                  | Włochy Riccardo Filippelli · Gabriele Rossetti · Tammaro Cassandro    | Rosja Anton Astachow · Aleksander Ziemlin · Jarosław Starcow      |        |
| Ruchoma tarcza, 10 m                                 | Jesper Nyberg                                                            | Maksim Stiepanow                                                      | Władisław Prianisznikow                                           | [ 15 ] |
| Ruchoma tarcza, 10 m, drużynowo                      | Rosja Władisław Prianisznikow · Maksim Stiepanow · Władisław Szczepotkin | Korea Północna Pak Myong-won · Kwon Kwang-il · Jo Yong-chol           | Szwecja Jesper Nyberg · Emil Martinsson · Niklas Bergström        |        |
| Ruchoma tarcza mix, 10 m                             | Tomi-Pekka Heikkilä                                                      | Łukasz Czapla                                                         | Michaił Azarienko                                                 | [ 16 ] |
| Ruchoma tarcza mix, 10 m, drużynowo                  | Szwecja Jesper Nyberg · Niklas Bergström · Emil Martinsson               | Rosja Michaił Azarienko · Maksim Stiepanow · Władisław Prianisznikow  | Korea Północna Kwon Kwang-il · Jo Yong-chol · Pak Myong-won       |        |
| Ruchoma tarcza, 50 m                                 | Michaił Azarienko                                                        | Łukasz Czapla                                                         | Tomi-Pekka Heikkilä                                               | [ 17 ] |
| Ruchoma tarcza, 50 m, drużynowo                      | Rosja Michaił Azarienko · Dmitrij Romanow · Maksim Stiepanow             | Szwecja Emil Martinsson · Jesper Nyberg · Niklas Bergström            | Korea Południowa Ha Kwang-chul · Cho Se-jong · Jeong You-jin      |        |
| Ruchoma tarcza mix, 50 m                             | Emil Martinsson                                                          | Michaił Azarienko                                                     | Jesper Nyberg                                                     | [ 18 ] |
| Ruchoma tarcza mix, 50 m, drużynowo                  | Szwecja Emil Martinsson · Jesper Nyberg · Niklas Bergström               | Rosja Michaił Azarienko · Dmitrij Romanow · Maksim Stiepanow          | Korea Północna Pak Myong-won · Jo Yong-chol · Kwon Kwang-il       |        |

#### Kobiety
| Konkurencja                                          | Złoto                                                             | Srebro                                                                 | Brąz                                                                    |        |
| Karabin pneumatyczny, 10 m                           | Im Ha-na                                                          | Anjum Moudgil                                                          | Jung Eun-hea                                                            | [ 19 ] |
| Karabin pneumatyczny, 10 m, drużynowo                | Korea Południowa Im Ha-na · Jung Eun-hea · Keum Ji-hyeon          | Indie Anjum Moudgil · Apurvi Chandela · Mehuli Ghosh                   | Niemcy Isabella Straub · Selina Gschwandtner · Julia Simon              |        |
| Karabin małokalibrowy, trzy postawy, 50 m            | Julija Karimowa                                                   | Isabella Straub                                                        | Snježana Pejčić                                                         | [ 20 ] |
| Karabin małokalibrowy, trzy postawy, 50 m, drużynowo | Niemcy Isabella Straub · Jolyn Beer · Jaqueline Orth              | Dania Rikke Ibsen · Stine Nielsen · Stephanie Grundsøe                 | Rosja Julija Karimowa · Polina Chorosziowa · Julija Zykowa              |        |
| Karabin małokalibrowy leżąc, 50 m                    | Seonaid McIntosh                                                  | Isabella Straub                                                        | Daniela Pešková                                                         | [ 21 ] |
| Karabin małokalibrowy leżąc, 50 m, drużynowo         | Niemcy Jaqueline Orth · Isabella Straub · Amelie Kleinmanns       | Dania Stine Nielsen · Rikke Ibsen · Stephanie Grundsøe                 | Wielka Brytania Seonaid McIntosh · Jennifer McIntosh · Zoe Bruce        |        |
| Karabin dowolny, trzy postawy, 300 m                 | Lisa Müller                                                       | Jolyn Beer                                                             | Elin Ahlin                                                              | [ 22 ] |
| Karabin dowolny, trzy postawy, 300 m, drużynowo      | Niemcy Lisa Müller · Jolyn Beer · Eva Rösken                      | Austria Franziska Peer · Olivia Hofmann · Nadine Ungerank              | Szwajcaria Silvia Guignard · Marina Schnider · Andrea Brühlmann         |        |
| Karabin dowolny leżąc, 300 m                         | Bae So-hee                                                        | Eva Rösken                                                             | Silvia Guignard                                                         | [ 23 ] |
| Karabin dowolny leżąc, 300 m, drużynowo              | Niemcy Eva Rösken · Lisa Müller · Jolyn Beer                      | Korea Południowa Bae So-hee · Eum Bit-na · Bae Sang-hee                | Szwajcaria Silvia Guignard · Andrea Brühlmann · Marina Schnider         |        |
| Pistolet pneumatyczny, 10 m                          | Anna Korakaki                                                     | Zorana Arunović                                                        | Kim Bo-mi                                                               | [ 24 ] |
| Pistolet pneumatyczny, 10 m, drużynowo               | Chiny Jiang Ranxin · Wang Qian · Ji Xiaojing                      | Korea Południowa Kim Min-jung · Kim Bo-mi · Kwak Jung-hye              | Rosja Witalina Bacaraszkina · Margarita Łomowa · Swietłana Miedwiediowa |        |
| Pistolet sportowy, 25 m                              | Ołena Kostewycz                                                   | Witalina Bacaraszkina                                                  | Doreen Vennekamp                                                        | [ 25 ] |
| Pistolet sportowy, 25 m, drużynowo                   | Chiny Jiang Ranxin · Lin Yuemei · Yao Yushi                       | Korea Południowa Lee Jung-eun · Kim Min-jung · Kwak Jung-hye           | Niemcy Monika Karsch · Doreen Vennekamp · Michelle Skeries              |        |
| Trap                                                 | Zuzana Rehák-Štefečeková                                          | Wang Xiaojing                                                          | Silvana Stanco                                                          | [ 26 ] |
| Trap, drużynowo                                      | Włochy Silvana Stanco · Jessica Rossi · Alessia Iezzi             | Hiszpania Beatriz Martínez · Fátima Gálvez · Francisca Muñoz           | Stany Zjednoczone Kayle Browningh · Ashley Carroll · Aeriel Skinner     |        |
| Skeet                                                | Caitlin Connor                                                    | Kimberly Rhode                                                         | Amber English                                                           | [ 27 ] |
| Skeet, drużynowo                                     | Stany Zjednoczone Amber English · Kimberly Rhode · Caitlin Connor | Włochy Katiuscia Spada · Diana Bacosi · Chiara Cainero                 | Cypr Andri Eleftheriou · Konstantia Nikolaou · Panagiota Andreou        |        |
| Ruchoma tarcza, 10 m                                 | Olga Stiepanowa                                                   | Li Xueyan                                                              | Galina Awramenko                                                        | [ 28 ] |
| Ruchoma tarcza, 10 m, drużynowo                      | Chiny Li Xueyan · Su Li · Huang Qingqing                          | Korea Północna Ri Ji-ye · Han Chol-sim · Paek Ok-sim                   | Rosja Olga Stiepanowa · Irina Izmałkowa · Julija Jedenzon               |        |
| Ruchoma tarcza mix, 10 m                             | Su Li                                                             | Li Xueyan                                                              | Irina Izmałkowa                                                         | [ 29 ] |
| Ruchoma tarcza mix, 10 m, drużynowo                  | Chiny Su Li · Li Xueyan · Huang Qingqing                          | Ukraina Wiktorija Rybowałowa · Galina Awramenko · Walentyna Gonczarowa | Rosja Irina Izmałkowa · Olga Stiepanowa · Julija Jedenzon               |        |

#### Konkurencje mieszane
| Konkurencja                        | Złoto                                             | Srebro                                       | Brąz                                                |        |
| Karabin pneumatyczny, 10 m, mikst  | Chiny 2 Zhao Ruozhu · Yang Haoran                 | Chiny 1 Wu Mingyang · Song Buhan             | Rosja 1 Anastasija Gałaszina · Władimir Maslennikow | [ 30 ] |
| Pistolet pneumatyczny, 10 m, mikst | Rosja 1 Witalina Bacaraszkina · Artiom Czernousow | Chiny 2 Wang Qian · Wang Mengyi              | Ukraina 2 Ołena Kostewycz · Ołeh Omelczuk           | [ 31 ] |
| Trap, mikst                        | Słowacja 1 Zuzana Rehák-Štefečeková · Erik Varga  | Rosja 1 Jekatierina Rabaja · Aleksiej Alipow | Wielka Brytania 1 Kirsty Barr · Aaron Heading       | [ 32 ] |

### Juniorzy

#### Mężczyźni
| Konkurencja                                          | Złoto                                                           | Srebro                                                                | Brąz                                                                 |        |
| Karabin pneumatyczny, 10 m                           | Hriday Hazarika                                                 | Amir Nekounam                                                         | Grigorij Szamakow                                                    | [ 33 ] |
| Karabin pneumatyczny, 10 m, drużynowo                | Chiny Tian Xiangyu · Wang Yuefeng · Wang Peng                   | Iran Amirsiyavash Zolfagharian · Amir Nekounam · Mohammad Sharifzadeh | Rosja Ilja Marsow · Grigorij Szamakow · Dienis Gonczarienko          |        |
| Karabin małokalibrowy, trzy postawy, 50 m            | Amir Nekounam                                                   | Zalán Pekler                                                          | Cao Bo                                                               | [ 34 ] |
| Karabin małokalibrowy, trzy postawy, 50 m, drużynowo | Chiny Cao Bo · Ding Fanglong · Zhang Changhong                  | Rosja Artiom Filippow · Grigorij Szamakow · Ołeg Sienczenkow          | Węgry Zalán Pekler · Peter Vas · Patrik Prágai                       |        |
| Karabin małokalibrowy leżąc, 50 m                    | Benjamin Karlsen                                                | Zalán Pekler                                                          | William Shaner                                                       | [ 35 ] |
| Karabin małokalibrowy leżąc, 50 m, drużynowo         | Norwegia Benjamin Karlsen · Vegard Nordhagen · Jon-Hermann Hegg | Austria Stefan Wadlegger · Patrick Diem · Andreas Thum                | Rosja Artiom Filippow · Grigorij Szamakow · Ołeg Sienczenkow         |        |
| Pistolet pneumatyczny, 10 m                          | Saurabh Chaudhary                                               | Lim Ho-jin                                                            | Arjun Singh Cheema                                                   | [ 36 ] |
| Pistolet pneumatyczny, 10 m, drużynowo               | Korea Południowa Lim Ho-jin · Sung Yun-ho · Shin Ok-cheol       | Indie Saurabh Chaudhary · Arjun Singh Cheema · Anmol                  | Rosja Aleksander Pietrow · Aleksander Kondraszin · Anton Aristarchow |        |
| Pistolet szybkostrzelny, 25 m                        | Zhu Haojie                                                      | Lee Jae-kyoon                                                         | Cheng Zhipeng                                                        | [ 37 ] |
| Pistolet szybkostrzelny, 25 m, drużynowo             | Chiny Zhu Haojie · Cheng Zhipeng · Pan Junchen                  | Korea Południowa Lee Gun-hyeok · Lee Jae-kyoon · Baek Jong-bin        | Polska Patryk Sakowski · Tomasz Piwowarski · Kacper Jurasz           |        |
| Pistolet standardowy, 25 m                           | Vijayveer Sidhu                                                 | Lee Gun-hyeok                                                         | Zhu Haojie                                                           | [ 38 ] |
| Pistolet standardowy, 25 m, drużynowo                | Indie Vijayveer Sidhu · Rajkanwar Sandhu · Adarsh Singh         | Korea Południowa Lee Gun-hyeok · Youn Jae-yeon · Shin Hyeon-jin       | Czechy Matěj Rampula · Antonín Tupý · Lukáš Skoumal                  |        |
| Pistolet sportowy, 25 m                              | Udhayveer Sidhu                                                 | Henry Leverett                                                        | Lee Jae-kyoon                                                        | [ 39 ] |
| Pistolet sportowy, 25 m, drużynowo                   | Indie Udhayveer Sidhu · Vijayveer Sidhu · Rajkanwar Sandhu      | Chiny Cheng Zhipeng · Pan Junchen · Zhu Haojie                        | Korea Południowa Lee Jae-kyoon · Youn Jae-yeon · Shin Hyeon-jin      |        |
| Pistolet dowolny, 50 m                               | Arjun Singh Cheema                                              | Kim Woo-jong                                                          | Gaurav Rana                                                          | [ 40 ] |
| Pistolet dowolny, 50 m, drużynowo                    | Indie Arjun Singh Cheema · Gaurav Rana · Anmol                  | Korea Południowa Kim Woo-jong · Sung Yun-ho · Jeong Ho-young          | Chiny Xie Yu · Hong Shuqi · Hu Pengqi                                |        |
| Trap                                                 | Nathan Argiro                                                   | Lucas Logan                                                           | Lorenzo Ferrari                                                      | [ 41 ] |
| Trap, drużynowo                                      | Australia Nathan Argiro · Mitchell Iles-Crevatin · Adam Bylsma  | Indie Ali Aman Elahi · Vivaan Kapoor · Manavaditya Rathore            | Włochy Lorenzo Ferrari · Matteo Marongiu · Teo Petroni               |        |
| Trap podwójny                                        | Ahvar Rizvi                                                     | Marco Carli                                                           | Shapath Bharadwaj                                                    |        |
| Trap podwójny, drużynowo                             | Indie Ahvar Rizvi · Shapath Bharadwaj · Lakshjeet Sindhu        | Włochy Marco Carli · Eraldo Apolloni · Jacopo Dupré de Foresta        |                                                                      |        |
| Skeet                                                | Elia Sdruccioli                                                 | Nic Moschetti                                                         | Gurnihal Singh Garcha                                                | [ 42 ] |
| Skeet, drużynowo                                     | Czechy Daniel Korčák · Jaroslav Lang · Richard Klika            | Indie Gurnihal Garcha · Ayush Rudraraju · Anant Naruka                | Włochy Elia Sdruccioli · Niccolò Sodi · Matteo Chiti                 |        |
| Ruchoma tarcza, 10 m                                 | Kris Großheim                                                   | Danyło Daniłenko                                                      | Maksym Babuszok                                                      | [ 43 ] |
| Ruchoma tarcza, 10 m, drużynowo                      | Ukraina Danyło Daniłenko · Maksym Babuszok · Denys Babliuk      | Rosja Jegor Spiechow · Jan Eidenzon · Aleksandr Biełtiukow            |                                                                      |        |
| Ruchoma tarcza mix, 10 m                             | Jegor Spiechow                                                  | Danyło Daniłenko                                                      | Andriej Chudiakow                                                    | [ 44 ] |
| Ruchoma tarcza mix, 10 m, drużynowo                  | Ukraina Danyło Daniłenko · Maksym Babuszok · Denys Babliuk      | Rosja Jegor Spiechow · Jan Eidenzon · Aleksandr Biełtiukow            |                                                                      |        |
| Ruchoma tarcza, 50 m                                 | Nicolas Tranchant                                               | Danyło Daniłenko                                                      | Espen Nordsveen                                                      | [ 45 ] |
| Ruchoma tarcza, 50 m, drużynowo                      | Ukraina Danyło Daniłenko · Maksym Babuszok · Denys Babliuk      | Rosja Jegor Spiechow · Jan Eidenzon · Aleksandr Biełtiukow            |                                                                      |        |
| Ruchoma tarcza mix, 50 m                             | Danyło Daniłenko                                                | Kris Großheim                                                         | Andreas Bergström                                                    | [ 46 ] |
| Ruchoma tarcza mix, 50 m, drużynowo                  | Ukraina Danyło Daniłenko · Maksym Babuszok · Denys Babliuk      | Rosja Jegor Spiechow · Jan Eidenzon · Aleksandr Biełtiukow            |                                                                      |        |

#### Kobiety
| Konkurencja                                          | Złoto                                                        | Srebro                                                                        | Brąz                                                               |        |
| Karabin pneumatyczny, 10 m                           | Shi Mengyao                                                  | Elavenil Valarivan                                                            | Shreya Agrawal                                                     | [ 47 ] |
| Karabin pneumatyczny, 10 m, drużynowo                | Indie Elavenil Valarivan · Shreya Agrawal · Manini Kaushik   | Chiny Shi Mengyao · Wang Shuyi · Zhang Qiaoying                               | Korea Południowa Kim Ji-yeon · Han Ga-eul · Oh Min-jung            |        |
| Karabin małokalibrowy, trzy postawy, 50 m            | Xu Hong                                                      | Jade Bordet                                                                   | Marija Iwanowa                                                     | [ 48 ] |
| Karabin małokalibrowy, trzy postawy, 50 m, drużynowo | Chiny Xu Hong · Zhang Qiaoying · Chen Fanghui                | Stany Zjednoczone Morgan Phillips · Elizabeth Marsh · Kristen Hemphill        | Rosja Marija Iwanowa · Wieronika Pawłowa · Tatiana Charkowa        |        |
| Karabin małokalibrowy leżąc, 50 m                    | Zhang Qiaoying                                               | Rebecca Köck                                                                  | Aleksandra Szutko                                                  | [ 49 ] |
| Karabin małokalibrowy leżąc, 50 m, drużynowo         | Austria Rebecca Köck · Sheileen Waibel · Verena Zaisberger   | Chiny Zhang Qiaoying · Xu Hong · Chen Fanghui                                 | Stany Zjednoczone Morgan Phillips · Katie Zaun · Elizabeth Marsh   |        |
| Pistolet pneumatyczny, 10 m                          | Şevval Tarhan                                                | Choo Ga-eun                                                                   | Liz Kiladze                                                        | [ 50 ] |
| Pistolet pneumatyczny, 10 m, drużynowo               | Korea Południowa Yoo Hyun-young · Choo Ga-eun · Kim Hee-sun  | Mongolia Chiszigt Urtnasan · Purewdoru Tumenchuslen · Altanchujag Bujandelger | Rosja Jana Jenina · Nadieżda Kołoda · Olga Wieretielnikowa         |        |
| Pistolet sportowy, 25 m                              | Wang Xiaoyu                                                  | Katelyn Abeln                                                                 | Anna Dědová                                                        | [ 51 ] |
| Pistolet sportowy, 25 m, drużynowo                   | Korea Południowa Min Jeoung-min · Baek Gyu-nam · Kim Hee-sun | Chiny Wang Xiaoyu · Zhou Ying · Chen Lin                                      | Węgry Viktória Egri · Krisztina Komáromi · Sára Fábián             |        |
| Trap                                                 | Erica Sessa                                                  | Manisha Keer                                                                  | Darja Siemianowa                                                   | [ 52 ] |
| Trap, drużynowo                                      | Włochy Maria Palmitessa · Erica Sessa · Sofia Littamè        | Chiny Zhang Ting · Duan Yuwei · Gao Wendi                                     | Stany Zjednoczone Emma Williams · Carey Garrison · Madelynn Bernau |        |
| Skeet                                                | Che Yufei                                                    | Song Zhengyi                                                                  | Austen Smith                                                       | [ 53 ] |
| Skeet, drużynowo                                     | Chiny Che Yufei · Song Zhengyi · Sun Yashu                   | Stany Zjednoczone Samantha Simonton · Austen Smith · Katharina Jacob          | Rosja Jelizawieta Jewgrafowa · Zilija Batyrszina · Anna Żadnowa    |        |

#### Konkurencje mieszane
| Konkurencja                        | Złoto                                        | Srebro                                         | Brąz                                             |        |
| Karabin pneumatyczny, 10 m, mikst  | Włochy 1 Sofia Benetti · Marco Suppini       | Iran 1 Armina Sadeghian · Amir Nekounam        | Indie 1 Shreya Agrawal · Divyansh Singh Panwar   | [ 54 ] |
| Pistolet pneumatyczny, 10 m, mikst | Korea Południowa 1 Choo Ga-eun · Sung Yun-ho | Korea Południowa 2 Yoo Hyun-young · Lim Ho-jin | Indie 1 Abhidnya Ashok Patil · Saurabh Chaudhary | [ 55 ] |
| Trap, mikst                        | Włochy 2 Erica Sessa · Lorenzo Ferrari       | Włochy 1 Maria Palmitessa · Matteo Marongiu    | Chiny 2 Gao Wendi · Ouyang Yiliu                 | [ 56 ] |